# William Smith (politikus)
William Smith (Észak-Karolina, 1762 – Huntsville, 1840. június 26.) amerikai politikus, szenátor (Dél-Karolina, 1816–1823 és 1826–1831). A Demokrata-Republikánus Párt tagja volt.

## Pályafutása
Magániskolákba járt, majd jogot tanult és 1784-ben szakvizsgát tett. Dél-Karolinában volt jogász és földbirtokos. 1802-től 1808-ig az állami szenátus tagja volt, 1806-tól 1808-ig a testület elnöke volt. Ezután 1808-tól 1816-ig bíró volt.
1816-ban megválasztották szenátornak a John Taylor lemondásával megüresedett helyre, és 1816. december 4-től 1823. március 3-ig képviselte államát a washingtoni szenátusban, miután Taylor mandátumának lejártával saját jogon is megválasztották egy hatéves terminusra. 1822-ben sikertelenül indult az újraválasztásért.
1824–25-ben a dél-karolinai képviselőház tagja volt, majd 1826-ban ismét megválasztották szövetségi szenátornak, ezúttal a hivatalban elhunyt John Gaillard helyére. Ez a mandátum 1826. november 29-től 1831. március 3-ig tartott. 1830-ban ismét sikertelenül indult az újraválasztásért. 1831–32-ben a dél-karolinai szenátus tagja volt.
1832-ben előbb Louisianába, majd Alabamába költözött. 1836-tól 1840-ig az alabamai képviselőház tagja volt. 1837-ben kinevezték az Amerikai Egyesült Államok Legfelsőbb Bírósága tagjának, de a pozíciót nem fogadta el. Az 1836-os elnökválasztáson elektor volt a Demokrata Párt képviseletében.
1840-ben birtokán hunyt el. Az alabamai Huntsville-ben temették el.